# Ндиай, Папа Алиун
Папа Алиун Ндиай (фр. Papa Alioune Ndiaye; 27 октября 1990, Дакар) — сенегальский футболист, полузащитник турецкого  клуба «Адана Демирспор». Выступал за сборную Сенегала.

## Клубная карьера
Родившийся в Дакаре, столице Сенегала, Папа Алиун Ндиай начал карьеру футболиста в 2008 году, выступая за местную команду «Диамбарс». В начале 2012 года он на правах аренды перешёл в норвежский клуб «Будё-Глимт», в то время выступавший в Первом дивизионе Норвегии. В первом же сезоне Ндиай стал игроком основного состава «Будё-Глимта».
В сезоне 2013 года «Будё-Глимт» уверенно выиграл лигу и получил право на следующий год выступать в Типпелиге. Ндиай же стал с 12 мячами вторым после Иббы Лааджаба бомбардиром клуба в том турнире и попал в десятку лучших снайперов Первого дивизиона 2013 года. 30 марта 2014 года Ндиай дебютировал в главной норвежской лиге в домашнем поединке против «Олесунна». А первый гол в Типпелиге забил 13 апреля того же года в ворота гостевой команды «Согндал». По итогам сезона 2014 года Ндиай с 9 мячами вновь стал вторым бомбардиром клуба после Иббы Лааджаба.
Летом 2015 года Ндиай стал игроком клуба «Османлыспор», вернувшегося по итогам Первой лиги 2014/15 в Суперлигу. 18 сентября 2015 года Ндиай оформил хет-трик в гостевом поединке против команды «Мерсин Идманюрду».